# Андижан (футбольний клуб)

Старий логотип ФК «Андижан»

Старий логотип ФК «Андижан»

Професійний футбольний клуб «Андіжан» або просто «Андіжан» (узб. Andijon futbol klubi) — професіональний узбецький футбольний клуб з міста Андижан.

## Попередні назви
| 1964—1967 | «Спартак» Андижан  |
| 1968—1974 | «Андижанець»       |
| 1983—1985 | «Текстильник»      |
| 1986—1988 | «Пахтакор» Андижан |
| 1989—1990 | «Спартак» Андижан  |
| 1991—1996 | «Навруз»           |
| 1997—н.в  | «Андижан»          |

## Історія
Заснований в 1964 році. Клуб часто змінював назви. Він виступав у Другій лізі чемпіонату СРСР з футболу (сезони 1964—1970, 1973—1974, 1986—1991). З 1992 року виступає в чемпіонаті Узбекистану.
До 2004 року клуб не був, як правило, в середині турнірної таблиці і не вилітав до Першої ліги. Найкращим результатом команди було 6-те місце в 1999 році. В 2004 році, доволі неочікувано, клуб опинився в нижній частині турнірної таблиці та вибув до Першої ліги. Наступного сезону, однак, клуб повернувся до вищого дивізіону. Сезон 2008 року ФК «Андіжан» закінчив на 5-му місці. 22 серпня 2012 року клуб очолив Азамат Абдураїмов, перед яким було поставлено завдання зберегти ФК «Андіжан» у Вищій лізі. Але клуб вилетів до Першої ліги. Клуб завершив сезон 2013 року на другому місці, дозволивши випередити себе лише Машалу (Мубарек), і отримав путівку до Першої ліги після річної перерви. У сезоні 2013 року після завершення першої половини сезону Андіжан займав 14-те місце з лише 4 набраними очками. 14 червня 2014 року ФК «Андіжан» програв виїзний матч Буньодкору з рахунком 1:2. Кілька днів по тому, 20 червня 2014 року, Азамат Абдураїмов залишив свій пост. Виконувачем обов'язків головного тренера клубу було призначено Оріфа Маматказіна. 26 вересня 2014 Едгара Гесса було представлено як нового головного тренера клубу. У сезоні 2014 року в вищій лізі клуб зайняв 14-те місце.

## Досягнення
- Перша ліга Чемпіонату Узбекистану
  -  Чемпіон (1): 2005
  -  Срібний призер (1): 2013
- Кубок Узбекистану
  -  Переможець (1): 2024

## Статистика виступів у чемпіонатах
| Рік  | Див. | Міс.  | Кубок | Найкращий бомбардир (Чемп.) |
| 1992 | УзЧ  | 7-ме  | 1/4   | Фуркат Есонбоєв – 11        |
| 1993 | УзЧ  | 7-ме  | 1/4   | Карен Сафаров – 9           |
| 1994 | УзЧ  | 11-те | Р16   |                             |
| 1995 | УзЧ  | 5-те  | Р32   |                             |
| 1996 | УзЧ  | 8-ме  | Поп   | Кахрамон Абдукодиров – 11   |
| 1997 | УзЧ  | 12-те | Р16   |                             |
| 1998 | УзЧ  | 9-те  | Р32   |                             |
| 1999 | УзЧ  | 6-те  |       | Бахтияр Хамідуллаєв – 24    |
| 2000 | УзЧ  | 8-ме  | Р32   | Бахтияр Хамідуллаєв – 33    |
| 2001 | УзЧ  | 7-ме  | Р16   | Бахтияр Хамідуллаєв – 25    |
| 2002 | УзЧ  | 10-те | 1/4   | Бахтияр Хамідуллаєв – 22    |
| 2003 | УзЧ  | 7-ме  | Поп   |                             |

| Рік  | Див. | Міс.  | Кубок | Найкращий бомбардир (Чемп.) |
| 2004 | УзЧ  | 14-те | Р16   | Шухрат Юсупов – 8           |
| 2005 | 1-ша | 1st   | Р16   | Єдгор Акбаров – 26          |
| 2006 | УзЧ  | 10-те | Р32   | Бахтияр Хамідуллаєв – 17    |
| 2007 | УзЧ  | 10-те | 1/4   |                             |
| 2008 | УзЧ  | 5-те  | Р16   | Леван Мдивнішвілі – 11      |
| 2009 | УзЧ  | 7-ме  | Р16   |                             |
| 2010 | УзЧ  | 7-ме  | 1/4   | Шухрат Міхолдиршоєв – 11    |
| 2011 | УзЧ  | 12-те | Р16   | Лочинбек Солієв – 11        |
| 2012 | УзЧ  | 14-те | 1/4   | Володимир Шишелов – 7       |
| 2013 | 1-ша | 2nd   | Р32   | Лочинбек Солієв – 15        |
| 2014 | УзЧ  | 14-те | Р16   | Абдулатіф Абдукадиров – 3   |
| 2015 | УзЧ  | 13-те | Р16   | Анвар Бердиєв – 7           |

## Тренери
| Період            | Тренер                       |
| ----------------- | ---------------------------- |
| 1964—1985         | немає перевіреної інформації |
| 1986—1987         | Олександр Авер'янов          |
| 1988 (1-ше коло)  | Імонджон Закіров             |
| 1988 (2-ге коло)  | Олексій Степанов             |
| 1989 (1-ше коло)  | Берадор Абдураїмов           |
| 1989 (2-ге коло)  | Ігор Фролов                  |
| 1990 (1-ше коло)  | Олексій Петрушин             |
| 1990 (2-ге коло)  | Олексій Степанов             |
| 1991 (1-ше коло)  | Юрій Хакімов                 |
| 1991 (2-ге коло)  | Равіль Османов               |
| 1992 (до жовтня)  | Карім Мумінов                |
| 1992 (з жовтня)   | Володимир Жуковський         |
| 1993 (до жовтня)  | Шухрат Суфієв                |
| 1993 (з жовтня)   | Володимир Жуковський         |
| 1994—1996         | Іскандер Галіулін            |
| 1997—1999         | Сергій Шевченко              |
| 2000—2002         | Іскандер Галіулін            |
| 2003—2005         | Хакім Файзулов               |
| 2006—2007         | Едгар Гесс                   |
| 2007              | Іштван Секеч                 |
| 2007—2008         | Оріф Маматказін              |
| 2008              | Володимир Бондаренко         |
| 2008—2009         | Оріф Маматказін              |
| 2010              | Амет Мемет                   |
| 2011              | Оріф Маматказін              |
| 2011—2012         | Олександр Авер'янов          |
| 2012—2013         | Азмат Абдураїмов             |
| 2014              | Оріф Маматказін              |
| 2014              | Сергій Шевченко              |
| 2014—серпень 2015 | Едгар Гесс                   |